# Félelem a város felett
A Félelem a város felett 1975-ben bemutatott  olasz–francia bűnügyi film. Eredeti címe: Peur sur la ville / Il Poliziotto della brigata criminale. Henri Verneuil rendezőnek ez volt az ötödik filmje Jean-Paul Belmondo főszereplésével. (Összesen hét filmben dolgoztak együtt.) A népszerű sztár ebben a filmben játszott először rendőrt.

## A cselekmény
|  | Alább a cselekmény részletei következnek! |

A kétségbeesett Nora Elmer (Lea Massari)

Késő este van. Nora Elmer, egy fiatal párizsi özvegy a telefon csörgésére ébred. Rettegve veszi fel a kagylót, tudja, mire számíthat. S valóban, az az ismeretlen férfi van a vonal túlsó végén, aki rendszeresen zaklatja őt telefonon keresztül, és erkölcstelenséggel vádolja. A férfi most még merészebb: azzal fenyegetőzik, hogy rövidesen személyesen fog megjelenni a nő lakásán. A rémült Nora azonnal felhívja a portást. Megkéri, hogy ne engedjen fel senkit. A portás ezt meg is ígéri, bár emlékezteti az asszonyt arra, hogy a parkolóból bárki felmehet a házba anélkül, hogy ő látná. Nora ezután a rendőrséget tárcsázza, de a hívott számon senki nem jelentkezik. A portás még felvilágosítja, hogy a kerületi kapitányságot kell éjjel értesíteni, azok viszont elég léhák és semmibe veszik Nora bejelentését. A halálosan rettegő nő végül az ajtó kulcslyukán keresztül kémleli a folyosót. Rövidesen megáll a lift az emeleten. Egy középkorú, nem túl rokonszenves külsejű férfi lép ki belőle, határozott léptekkel Nora lakása felé indul, majd megnyomja a csengőt. Az asszony nem bírja tovább a feszültséget, rosszul lesz, levegő után kezd kapkodni. Utolsó erejével kinyitja az ablakot, hogy friss levegőt engedjen a lakásba, ám végül kizuhan az emeletről. A dolog érdekessége, hogy az illető férfi nem is akart semmi rosszat Nórának, sőt nem is hozzá érkezett, csak eltévesztette a szoba számát. A szomszédos lakásban épp születésnapot ünnepeltek és a férfi arra hivatalos.
E közben Letellier felügyelő és társa, Moissac nyomozó a régóta körözött bűnöző, Marcucci nyomait kutatja, aki annak idején egy bankrablás során véráldozatok árán szökött meg a rendőrök elől: lelőtt egy vétlen járókelőt és meggyilkolta Letellier egyik társát. Letellier-t elbocsátották az erőszakellenes brigádtól gondatlanságért, de azóta már tisztázódott, hogy a járókelő haláláért nem ő a felelős, ellenben most bosszúvágy fűti Marcucci ellen. Egy Mogyorós becenevű férfit bíznak meg azzal, hogy jelentse, ha Marcucci felbukkan, különben feljelentik, mert az italkimérése alatti pincében észak-afrikai illegális bevándorlókat rejteget, akik ráadásul az ellenőrzés során könnyebben megsebesítik Moissacot.
Nora Elmer ügyét is ők kapják meg, de nem tulajdonítanak neki nagy jelentőséget, jóllehet egy különös szempár motoros ruhában már figyeli őket az épület előtti felhajtón, aki már korábban itt tartózkodott, s pontosan Letellier orra előtt távozik Yamaha típusú motorkerékpárján. A portás elmondja, mire kérte őt az asszony, aki arról is beszélt neki, hogy telefonon megfenyegették. A szívrohamot valószínűleg akkor kaphatta, amikor a szomszédos lakásban rendezett bulira érkező vendég tévedésből Elmerhez csengetett be.
Letellier és Moissac felkeresik Nora Elmer dél-amerikai szeretőjét, hogy információkat szerezzenek tőle. A férfi sietve csomagol, hogy elutazzon. Nem engedi be a csengető rendőröket, sőt rálő Letellier-re, aki az ablakon keresztül próbál a lakásba hatolni. Letellier viszonozza a tüzet, a férfi megsebesül, ám rövidesen kiderül, hogy semmi köze Nora Elmer halálához. Ezt rövidesen egy névtelen levél is bizonyítja, amit a rendőrség kap, újságokból kivágott betűkből összeragasztva: „Megöltem Nora Elmert. Minósz”. Nem marad más nyom, mint felkeresni azokat a nőket, akik szintén panaszt tettek a rendőrségen amiatt, hogy valaki telefonon zaklatja és erkölcstelen életmóddal vádolja őket. Az egyik zaklatott egy kórházi asszisztens, Hélène Grammon, akiről sokan tudják, hogy egy családos sebész szeretője. Letellier és Moissac őt is felkeresik a munkahelyén. A kórház mellett ott áll annak a személynek a motorbiciklije is, aki Elmer lakása közelében volt. Mikor a két nyomozó kilép a kocsiból, egy ismeretlen alak egy könyvet dob be a kocsi ablakán át, mialatt Letellier Grammonnal beszélget és a titokzatos telefonálóról kérdezi. Összetalálkoznak még Grammon kollégájával, Pierre Waldeckkel, aki napszemüveget visel. Waldeck udvariasnak tűnik, aggódását fejezi ki kolleginája iránt. A két nyomozó ezután egy Germaine Doizon nevű nőhöz tart, egy özvegy középkorú asszonyhoz, de valaki előttük már belép Doizon házába és nyomozóként mutatkozik. Letellier és Moissac megtalálják a könyvet, ami nem más mint az Isteni színjáték. Moissac érdeklődését felkelti, hisz Minószról szóló idézetek párhuzamot sejtettnek a zaklató gondolkodásában. Ezalatt Doizon nemcsak készséges, hanem egyenesen kacér a felügyelővel. Sajnos azonban könnyelmű is, hiszen igazából a magát nyomozónak kiadó gyilkost engedte be a lakásába, aki nem más mint maga Pierre Waldeck, alias Minósz. Végez is vele, amikor az épp kávét főz neki, ám megérkeznek az igazi nyomozók is. Minósz menekülőre fogja és magával viszi Diozon pisztolyát, ami egykor annak férjéé volt, aki ékszerészként dolgozott.

Életveszélyben a párizsi háztetőkön (Jean-Paul Belmondo)

Letellier a nyomába ered és lövöldözéssel tarkított hajsza kezdődik a párizsi háztetőkön. Letellier a tetőről lecsúszik és nem tud azonnal Minósz után menni, míg Waldeck elveszti a szemüvegét. Ekkor látható, hogy jobb szeme nagyobbnak tűnik a balhoz képest, ezért takargatja napszemüveggel. Mialatt a szemüveg után erőlködik, balszeméből kiesik üvegszeme, amely a teljesen bevörösödött szemgolyót takarta. Letellier elkapja a lehulló üvegszemet, csakhogy az összetörik a kezében, mindenesetre a szilánkokat zsebre teszi. Üldözött és üldözője végül a La Fayette áruházban kötnek ki, de Minósznak sikerül kereket oldania. Letellier ugyanis felhagy az üldözésével, mikor rádión értesítik, hogy régi ellenfele, Marcucci feltűnt a színen. Vele sem könnyű a helyzet: a bűnöző metróval menekül, Letellier pedig a szerelvény tetején araszolgatva próbál eljutni hozzá. A küzdelem során Marcucci az ellenkező irányból érkező szerelvény elé zuhan. Ennek ellenére Letellier főnöki dorgálásban részesül: az újságok ugyanis közölték Minósz nyilatkozatát, hogy a nyomában lévő rendőr már-már elkapta őt, de aztán mégis futni hagyta.
Az rendőrségi pszichológus szerint, aki meghallgatta a Minósszal készült telefonbeszélgetéseket, a gyilkos paranoid skizofréniában szenved. Környezete előtt becsületes, másokat tisztelő egyén, de lelke mélyén kész halálra ítélni bárkit, ha nem értenek egyet az elveivel. Letellier felettese Sabin dühös, mivel Minósz a hatóságokkal kekeckedik és az újságoknak külön beszámol tetteiről. A lapok némelyike Letellier-t támadja, aki viszont megveti Minószt, noha bosszantja ez az őrült. Sabin viszont megfenyegeti, hogyha nem keríti kézre Minószt, akkor elbánik vele is. Nincs más esély a beteges gyilkos elfogására, mint az újabb potenciális áldozat, a fiatal és csinos ápolónő, Hélène Grammont 24 órás védelme. Előtte még Letellier átadja a szakértőknek az üvegdarabokat, amiket a tetőn talált.
Letellier őrzi a lányt, akinek szüksége is van a védelemre, hiszen zaklatója újra felhívja őt. Grammon és Letellier között kezdetben feszült a viszony, mert mind a ketten eléggé hezitáltak. Grammon zaklatója miatt, Letellier pedig emiatt a kéretlen ügy miatt, mert meggyőződése, hogy elmebetegek üldözése nem az ő stílusa. Közben szeretője is aggódva telefonál neki és megjelenik Waldeck is, akik látszólag nyugtatni próbálja kolléganőjét és mozilátogatásra invitálja egyszer. Lassacskán azonban a feszültség Letellier és Grammon között feloldódik, amikor kezdik jobban megismerni egymást. Rövidesen telefonál Minósz, miközben Hélène masszírozza a felügyelőt. Letellier javasolja Hélène-nek, hogy minél hosszabban beszélgessen vele. De a nő nemcsak beszélget, hanem provokálja is Minószt, beszámolva neki hogyan került majdnem annyira közel a felügyelőhöz, hogy ágyba is bújjon vele. Minósz feldühödik, egyrészt mert az általa mélységesen gyűlölt pornográfiával traktálta a nő, s mialatt ő forrt a dühtől mód nyílt a hívás lokalizációjára. A következő telefonhívás megint Waldecktől jön, de egy másik kollégaként mutatkozik be és kéreti Hélène-t a kórházba, egy fontos műtétre. Az ápolónő besiet a kórházba, de az öltözőben Waldeck vár rá, kiszámíthatatlan vigyort vágva. Közben felidézi a beszélgetés tartalmát, amit Hélène Letellier-ről mondott, majd ráveti magát a szerencsétlen nőre, akit megfojt, a gyilkosság végrehajtása alatt még el is élvez a férfi. Ezalatt az egyik öltöző szekrény ajtaja is kinyílik, melybe tükör is van állítva, ezalatt Waldeck láthatja gyilkos dühtől eltorzult arcát, amelybe a kéjes élvezet is vegyül, majd feltűnik visszataszító külseje, amit beteg szeme okoz.
Minósz újabb gaztettéről levelet ír a sajtónak. Letellier újból előveszi a gyilkos magnószalagra felvett hangját és a legjobb minőségű stúdióban kezdi analizálni őket, hátha kiderítheti milyen helyszínről telefonálhat Minósz. A hanganyagokon azonos háttérzajt észlel, s még egy fülbemászó muzsika is hallatszik rajta. A stúdió hanganyagtárának felhasználásával vásári zajjal azonosítja a háttérzörejt. Moissac telefonon megtudakolja, hogy 187 vásár van a fővárosban, ezért azokat átfésülni lehetetlen. Közben Moissacot értesítik, hogy Minósz ismét telefonált és azt a beszélgetést is rögzítették. Az anyag rövidesen megérkezik a stúdióba, ahol lejátsszák. Minósz közli, hogy pontban tízkor beszélni akar megint Letellier-vel. A felvett szalagon nincs háttérzaj, ami két dologra enged következtetni: vagy másik fülkéből telefonál, vagy a vásár elment arról a helyről. Ez utóbbiban bízva kiderítik, hogy melyik vásár ment el ma reggel és gyorsan rendőröket és csendőröket vezényelnek ki a helyszínre. Az idő nagyon szorítja őket, hogy odaérjenek és sikerül is letartóztatniuk valakit, aki durva hangnemben sértegeti a hatóságokat, az illető viszont nem Waldeck, hanem egy Julien Dallas nevű tanár a természettudományi karon, aki már illegális tüntetéseken való részvételért került összetűzésbe a törvénnyel és utálja a rendőrséget. A kapitányságon is csak feleselni tud és trágárságokkal válaszol. Letellier-ék feladata is roppant kusza, mert egy halom levelet és bejelentést kell átfutniuk. Letellier-t kis híján annyira felidegesíti Dallas felháborító viselkedése, hogy majdnem tettlegességhez folyamodik, de aztán lehiggad és nyomatékosan felszólítja a tanárt az együttműködésre, mert nőket gyilkoltak meg. Márpedig Letellier, aki hallotta Minószt beszélni, nem hiszi el, hogy egy ilyen nyers stílusú figura, mint Dallas lenne a körözött személy. Dallas rövid időre eltöpreng, mert a gyilkosságot ő maga sem veszi félvállról, ezért gondolkodási időt kér. Közben feltűnik a színen Waldeck, aki úgy tesz, mintha segíteni akarná Letellier munkáját. Előáll egy elmélettel, mert rájött, hogy mindhárom áldozatnak köze van a kórházhoz, ahol ő is dolgozik: Gramon asszisztens volt, Nora Elmer férje ott halt meg a műtőben, Diozon férje is ott volt kórházban. Mindeközben Waldeck cigarettát vesz elő, Moissac pedig tüzet ad neki, ám mivel annak bal szeme felől tartja, Waldeck nem látja a lángot, egész addig, amíg közelebb nem viszi neki Moissac. Letellier ugyan nem tartja túl használhatónak Waldeck elképzelését, de furcsállni kezdi Waldeck szokatlan reakcióját. Waldeck távozása után megérkezik a szakértői jelentés a törött üvegdarabokról, amely egy üvegszem volt. Mivel Dallasnak mindkét szeme teljesen ép, ezért Letellier el is engedi, mondván: „Mert szép szemed van.” Amikor cigarettát vesz elő Moissacot megkéri tartsa úgy az öngyújtót, ahogy Waldecknek. Ekkor válik világossá, hogy Waldeck maga Minósz. Letellier és Moissac egy másik kollégájukkal elmennek Waldeck lakására ahol megtalálják a fotóját, amelyekből darabokat vágott ki, újságkivágásokat, sőt vegyi laboratóriumot is. A talált tárgyakból kiderül Waldeck következő célpontjának a neve: Pamela Sweet, aki softcore filmekben játszik.
Minósz motorbiciklijén a Royal Wagram mozihoz hajt, ahol éppen Sweet legújabb filmjét A perverz Pauline-t adják. A mozi előtt nagy csődület áll, amely a filmet akarja látni és bámészkodik a színésznő nagy nyilvánosság elé kihelyezett meztelen fotóin. Waldecket a látottak szörnyű méreggel töltik el és egy kézigránátot hajít a tömegbe. A merényletben egy ember meghal, többen pedig megsérülnek és hatalmas pánik alakul ki.
Letellier és Moissac kiérnek ahhoz a nagy épülettömbhöz, ahol Pamela Sweet lakása is van. A nő a 25-en lakik és a kaputelefonon hívják, de alighogy megszólal máris lövést hallanak. Minósz már hamarabb odaért és nemcsak a színésznő tartózkodik a lakásban, hanem egy másik nő, egy férfi és egy 6-7 év körüli kislány is. Minósz túszul ejti őket és nemcsak a megölésükkel fenyegetőzik, de közli, hogy robbantásra is készül. Mivel a felügyelő már tudja kicsoda Minósz, Waldeck ettől kissé zavarba jön és közli, hogy gondolkodik milyen feltételeket szab. A lakás is éppúgy tele van a színésznő erotikus képeivel, ami aggodalomra ad okot, hogy nem-e ingerli-e fel Waldeckot. Az épületet körülveszi a rendőrség és a csendőrség, a lakókat evakuálják. A főügyész és más rendőrségi vezetők is a helyszínre sietnek és Letellier-vel tanácskoznak. Waldeck elfüggönyözött ablakok mögött figyeli a rádiót és a tévét, mivel a sajtó élőben közvetít a helyszínről, közben ő plasztik robbanóanyagot, időzítőt és gránátokat helyez el. Az események az éjszakába nyúlnak, amikor is a szomszédos épületeken mesterlövészek foglalják el a helyüket. Mivel a házból már csak Pamela lakásából világít ki fény, ezért jól meg lehet különböztetni a célpontot. Waldeck a tévéből értesül a mesterlövészekről, ezért a kaputelefonon beszél a felügyelőhöz követelve, hogy távolítsa el a mesterlövészeket, különben megöli a túszokat. Letellier elküldi a lövészeket, ugyanakkor a sajtót is félreparancsolják, tudván, hogy Waldeck hallgatja a rádiót és nézi a tévét. A rádió ezután Waldeck betegségével kezd foglalkozni. Meghívtak magukhoz egy specialistát, Jacques Liebsteint, aki úgy véli, hogy Waldeck gyerekkorában túlzottan elfojtotta magában a nemi vágyat egy erős szégyenérzet miatt, amikor nemi tudat és a nemiszervek már átalakuláson mentek keresztül. Ebben szerepet játszhatott a környezet is. Waldeckről kiderül, hogy az Ardennek vidékéről származik, édesanyja vendéglőtulajdonos és telefonon a könnyeivel küszködve mondja el a rádiónak, hogy szinte felfoghatatlan mivé lett a fia, aki mindig szófogadó volt és csak szülei engedéllyel ment el bárhova is, s roppant módon ügyeltek arra az apjával, hogy semmi rosszba ne keveredjen, vagy ne olvasson rossz könyveket. Liebstein szerint Waldeck nem beszámítható, ezért nehéz megjósolni a reakcióit. A társadalom is felelős, mert túl sok korlátot emel, noha mindig próbálják az emberek valahogy átlépni a korlátokat, de a feszültség akkor is megmarad, akár a társadalom rosszallásától, vagy a pokoltól való félelem. Mindenki feszülten éli ezt meg, de nem mindenkiben hagy fájdalmas neurózist. Waldeck esetében a pubertás kor viszont olyan súlyos feszültséggel volt teli, hogy ez nyomot hagyott benne. Csak sejteni lehet, hogy Waldeck beteg szemét is szégyellhette, ezért nem volt képes talán párra lelni se. Waldecket érzékenyen érintik anyja kesergő szavai, mert sokkal nagyobb fájdalmat okozott neki rémtetteivel, noha ő az igazság büntető kezének képzelte magát, ugyanakkor Liebstein vele szemben hozott analízisét sem képes felfogni, ezért látható idegességgel szétlövi a rádiót. Ezután beállítja a bombát három órára, majd a kaputelefonhoz megy. A férfi túsz megpróbál lopakodva a bombához kerülni, de Waldeck észreveszi az ajtó melletti tükörből és pisztolyával célba veszi a kislányt, de Pamela könyörgésére nem öli meg. A telefonon közli Letellier-vel, hogy háromnegyed három előtt öt perccel egy kocsit kér teletankolva, amelybe majd a gyerekkel és az anyjával száll be. A kocsit a nő fogja vezetni az Orly légikikötőig, ahol egy felszállásra kész repülőgépnek kell várnia majd. Mindez csak a követelései egy része csak, mert a repülőgéppel nem menekülni akar, csak éppen a város felett körözni és további követelésekkel előállni. Azt csak sejteni lehet, hogy mekkora tragédiát idézne elő Waldeck, ha a követelései nem teljesülnek. A rendőrségi vezetők Letellier-től kérnek tanácsot, aki időt akar nyerni és ismét beszél Waldeckkel. Azt mondja neki, hogy a gépet nem tudja még megszerezni, mert Orly zárva van éjjel, de háromnegyed nyolc előtt öt perccel már készen várná a gép. Waldeck rövid gondolkodás után beleegyezik a módosításba és átidőzíti a bombát negyed nyolcra.
Letellier a vezetőséghez fordul, vállalva a kockázatot ismét merész manőverbe fog. Hét óra tájban a csendőrség elitalakulatának helikoptere közelít az épülethez. Waldeck és túszai lassan ébredeznek, az anyja és kislánya átöltöznek. Waldecket felhívják telefonon, a kagylón viszont Letellier magnóra rögzített hangja szól, amin részletesen és hosszan közli milyen sorrendben teljesülnek a feltételek. Letellier-t a helikopterből heveder segítségével leeresztik a 25. emelet ablakáig, ahol vagy kétszer nekilendül és a harmadik lendületre betöri az ablakot. A meglepett Waldeck a pisztolyáért nyúl, de a fürge Letellier ráveti magát. Kitör a verekedés, mialatt a helikopterből még további elit csendőrök ereszkednek le. Waldeck próbál ellenállni Letellier-nek, de a sportos és jobb fizikumú felügyelő szó szerint laposra veri. A behatoló csendőrök hatástalanítják a bombát, és beengedik az ajtó előtt váró erősítést. Csak Moissac közbelépésén múlik, hogy Letellier nem veri ki a maradék szuszt is Minószból, akit a gyilkosságok és a megalázó nyílt levelek miatt is alaposan meggyűlölt.
Az akció végén Letellier bármi feltűnés nélkül távozik a helyszínről. Nyilván örül, hogy a Minósz-ügy lezárult. Előtte még azonban Sabin, akivel egymást nem tartották túl sokra, megköszöni neki a sikeres akciót. Ám Letellier csak szerényen legyint és távozik.

## Érdekességek

Waldeck/Minósz (Adalberto Maria Merli). Nem derül ki, hogy bal szemére minek okán kényszerül üvegszemet viselni

- Mintegy ötezer ember figyelte annak a jelenetnek a felvételét, melynek során Belmondo egy szabadban közlekedő metrószerelvény tetején egyensúlyozva egyik kocsiról a másikra ugorva haladt előre. A jelenet végén a tömeg tapsviharban tört ki. A felvételt több tucat próba előzte meg, hogy Belmondo mozgását összhangba hozzák a szerelvény sebességével. Ugyanakkor felkészültek arra, hogy valamilyen váratlan esemény miatt azonnal kikapcsolják az áramot a járat útvonalán. Az eredeti elképzelés szerint a jelenet metrókocsiban játszódott volna, Belmondo ötlete volt, hogy a bűnöző legyen a szerelvényben, ő viszont a metrókocsi tetején. A felvételhez a metró 15–20 km-es sebességgel indult. Belmondo visszajelzései alapján fokozatosan növelték a sebességet 10–10 km-rel. 60 km-nél azonban megálltak, ám később a felvétel képsoraihoz 80 km-rel közlekedő metrószerelvény hangját keverték.
- A fentebb említett jelenet sikeres befejezése után valaki állítólag odakiáltott a színésznek: „Bravó, Bebel! Ezt én még ötezerért se csináltam volna meg!” A színész erre így felelt: „Annyiért én se.”
- A film elsöprő siker volt Franciaországban, mindjárt az első héten 186 000 néző látta.
- A Félelem a város felett plakátját René Chateau tervezte Steve McQueen világsikerű akciófilmje, a Bullitt (1968) plakátjának mintájára. A plakátot szinte teljes egészében Belmondo alakja tölti ki, aki fekete pulóvert visel a képen. Szándékosan van rajta olyan öltözet, amilyenben nem látható a filmben. A plakát felső részét a színész vezetékneve tölti ki, nagybetűkkel: BELMONDO. Ezzel a plakáttal kezdődött a színész és Chateau tartós együttműködése, melynek jegyében a grafikus olyan logót dolgozott ki a Belmondo név betűiből, melyet attól kezdve minden reklámanyagban felhasználtak.
- A Minószt alakító Adalberto Maria Merli szerepelt Jancsó Miklós Technika és rítus (1971) című olasz tévéfilmjében is, de ismert még Dr. Tabassi rendőrfőnökként a Piedone, a zsaru c. Bud Spencer filmből is, sőt a Marcuccit alakító Giovanni Cianfriglia is szinte állandó szereplője volt egykor a Bud Spencer-Terence Hill klasszikusoknak.
- A filmben látható Papp László magyar ökölvívó fotója, akit az egyik színész nevén is említ.
- A Pamela Sweetet játszó Germana Carnacina olasz fotómodell, ritkábban vállalt el kisebb filmszerepeket. A filmben, mint erotikus film plakátjaiként látható meztelen képei is egy korábbi akt fotózásáról származtak.
- Az üvegszemű Minósz jobb szeme teljesen vörös színű. Természetesen egy imitált szembetegségről van szó, mivel Merli szemei a valóságban teljesen egészségesek. A beteg szemet latexből készítették a trükkmesterek.
- Minósz karaktere sok tekintetben hasonlít Hasfelmetsző Jackéhez, aki a 19. század végén Londont tartotta rettegésben és visszataszító módon végzett prostituáltakkal. Az erkölcstelen nők meggyilkolása az egyik közös pont Minósz és a Hasfelmetsző között. A Hasfelmetsző sebészi pontossággal volt képes felvagdosni áldozatai testét, Minósz/Waldeck maga is kórházi dolgozó a filmben, bár az ő mindössze csak megfojtja két áldozatát.
- A film végén Letellier a francia csendőrség helikopteréről ereszkedik le a Minósz által megszállt épületbe, majd amíg verekszik a gyilkossal, emberei is leereszkednek, hogy segítsenek neki. A jelenetben használt helikopter is eredetileg a hatóság tulajdonát képezte és elit kiképzésű francia csendőrök statisztáltak a leereszkedésnél.
- A Minósz és Letellier közti végső küzdelmet egy statisztával készítették el, mivel Merli nem volt képes verekedős jelenetek eljátszására, mint Belmondo, aki sokáig aktívan sportolt és bokszolt is. A bunyó során a kamera mindig olyan szögből figyelte az eseményeket, hogy Minósz arca ne látszódjék, így a nézőknek nem is tűnik fel, hogy Merli helyett egy kaszkadőr verekszik Belmondoval.

## Főszereplők
| Szerep                        | Színész               | Magyar hangja (1. szinkron) |
| ----------------------------- | --------------------- | --------------------------- |
| Jean Letellier felügyelő      | Jean-Paul Belmondo    | Gáti Oszkár                 |
| Moissac felügyelő             | Charles Denner        | Végh Péter                  |
| Pierre Valdeck / Minos        | Adalberto Maria Merli | Sztarenki Pál               |
| Germaine Doizon               | Rosy Varte            | Menszátor Magdolna          |
| Pszichológus                  | Roland Dubillard      | Wohlmuth István             |
| Sabin, körzeti felügyelő      | Jean Martin           | Izsóf Vilmos                |
| Hélene Grammont               | Catherine Morin       | Nyírő Bea                   |
| Pamela Sweet                  | Germana Carnacina     | N/A                         |
| Marcucci                      | Giovanni Cianfriglia  | N/A                         |
| Schavoz, nyomozó              | Philippe Brigaud      | Beregi Péter                |
| Hotelportás                   | Roger Riffard         | Várkonyi András             |
| Julien Dallas, egyetemi tanár | Jean-François Balmer  | N/A                         |
| Cortes, Nora szeretője        | Henri-Jacques Huet    | Barbinek Péter              |
| Nora Elmer                    | Lea Massari           | Simon Mari                  |